# Costera macrantha
Costera macrantha är en ljungväxtart som beskrevs av G.C.G. Argentina. Costera macrantha ingår i släktet Costera, och familjen ljungväxter. Inga underarter finns listade i Catalogue of Life.